# België op de Olympische Zomerspelen 1932
België nam deel aan de Olympische Zomerspelen 1932 in Los Angeles, Verenigde Staten. Het was de enige keer dat de Belgen zonder een enkele medaille huiswaarts keerden van de Zomerspelen.

## Deelnemers en resultaten

### Schermen
| Olympiër                                                                    | Discipline     | Resultaat | Prestatie |
| --------------------------------------------------------------------------- | -------------- | --------- | --- |
| Balthazar De Beukelaer                                                      | degen (m)      | 8e        | 1e ronde groep A: 3e halve finale A: 4e finale: 8e |
| Max Janlet                                                                  | degen (m)      | 14e       | 1e ronde groep C: 1e halve finale B: 7e |
| André Poplimont                                                             | degen (m)      | 16e       | 1e ronde groep B: 4e halve finale B: 8e |
| Balthazar De Beukelaer Raoul Henkart Max Janlet Werner Mund André Poplimont | degen team (m) | 4e        | 1e ronde groep B: 2e halve finale A: 2e finale: 4e |
| Georges de Bourguignon                                                      | floret (m)     | 12e       | 1e ronde groep C: 5e (4-3) halve finale B: 6e (3-5) |
| Werner Mund                                                                 | floret (m)     | 15e       | 1e ronde groep B: 6e (3-5) halve finale A: 8e (1-7) |
| Georges de Bourguignon                                                      | sabel (m)      | 23e       | 1e ronde groep B: 8e (1-6) |
|                                                                             |                |           | |
| Jenny Addams                                                                | floret (v)     | 4e        | 1e ronde groep A: 1e (6-2) finale: 4e V van AUT Muller-Preis: 1-5 V van GBR Penn-Hughes: 2-5 V van HUN Bogen-Bogati: 4-5 W van GER Mayer: 5-4 W van NED de Boer: 5-2 W van DEN Munck: 5-3 W van DEN Olsen: 5-1 W van USA Lloyd: 5-2 W van GBR Butler: 5-2 |

Argentinië · Australië · België · Brazilië · Brits-Indië · Canada · Colombia · Denemarken · Duitsland · Estland · Filipijnen · Finland · Frankrijk · Griekenland · Groot-Brittannië · Haïti · Hongarije · Ierland · Italië · Japan · Joegoslavië · Letland · Mexico · Nederland · Nieuw-Zeeland · Noorwegen · Oostenrijk · Polen · Portugal · Republiek China · Spanje · Tsjecho-Slowakije · Uruguay · Verenigde Staten · Zuid-Afrika · Zweden · Zwitserland